# Trilistnik, Plovdiv
Trilistnik (în bulgară Трилистник) este un sat în comuna Marița, regiunea Plovdiv,  Bulgaria. 

## Demografie
Componența etnică a satului Trilistnik
     Nicio identificare (11,67%)
     Bulgari (71,79%)
     Romi (16,53%)
     Turci (0%)
La recensământul din 2011, populația satului Trilistnik era de 865 locuitori. Din punct de vedere etnic, majoritatea locuitorilor (71,79%) erau bulgari, cu o minoritate de romi (16,53%). Pentru 11,67% din locuitori nu este cunoscută apartenența etnică.